# أسترايد بالاتا
أسترايد بالاتا مواليد 14 نوفمبر 1982، هي لاعبة كرة يد كونغولية تلعب كمحور. مثلت منتخب جمهورية الكونغو الديمقراطية لكرة اليد للسيدات.

## سجل المنافسة
شاركت في البطولات التالية:
- بطولة العالم لكرة اليد للسيدات 2015